# Virginia Ruzici
Virginia Ruzici (31 januari 1955, Câmpia Turzii) is een voormalig tennisspeelster uit Roemenië. In 1978 won zij Roland Garros door de als eerste geplaatste Joegoslavische Mima Jaušovec in de finale te verslaan. Vervolgens – maar dan met Jaušovec aan haar zijde – schreef zij ook het dubbelspeltoernooi op haar naam. In 1980 bereikte Ruzici op Roland Garros nogmaals de finale, maar toen was zij niet opgewassen tegen de Amerikaanse Chris Evert.

## Palmares

### WTA-finaleplaatsen enkelspel
| nr.              | finale     | toernooi            | ondergrond | tegenstandster     | score          |
| ---------------- | ---------- | ------------------- | ---------- | ------------------ | -------------- |
| gewonnen finales |            |                     |            |                    |                |
| 1.               | 1975-08-26 | WTA South Orange    | gravel     | Mariana Simionescu | 6-1, 6-1       |
| 2.               | 1977-10-02 | WTA Palm Harbor     | gravel     | Laura duPont       | 6-4, 4-6, 6-2  |
| 3.               | 1978-06-11 | Roland Garros       | gravel     | Mima Jaušovec      | 6-2, 6-2       |
| 4.               | 1978-10-22 | WTA Brighton        | tapijt (i) | Betty Stöve        | 5-7, 6-2, 7-5  |
| 5.               | 1980-07-27 | WTA Kitzbühel       | gravel     | Hana Mandlíková    | 3-6, 6-1, opg. |
| 6.               | 1980-09-14 | WTA Salt Lake City  | hardcourt  | Ivanna Madruga     | 6-1, 6-3       |
| 7.               | 1982-07-18 | WTA Monte Carlo     | gravel     | Bonnie Gadusek     | 6-2, 7-6       |
| 8.               | 1982-07-25 | WTA Kitzbühel       | gravel     | Lea Plchová        | 6-2, 6-2       |
| 9.               | 1982-08-08 | WTA Indianapolis    | gravel     | Helena Suková      | 6-2, 6-0       |
| 10.              | 1983-10-09 | WTA Detroit         | tapijt (i) | Kathy Jordan       | 4-6, 6-4, 6-2  |
| 11.              | 1985-07-21 | WTA Bregenz         | gravel     | Mima Jaušovec      | 6-2, 6-3       |
| verloren finales |            |                     |            |                    |                |
| 1.               | 1976-07-18 | WTA Kitzbühel       | gravel     | Wendy Turnbull     | 4-6, 7-5, 3-6  |
| 2.               | 1976-10-24 | WTA Barcelona       | gravel     | Renáta Tomanová    | 6-3, 4-6, 2-6  |
| 3.               | 1978-05-21 | WTA Hamburg         | gravel     | Mima Jaušovec      | 2-6, 3-6       |
| 4.               | 1978-05-28 | WTA Rome            | gravel     | Regina Maršíková   | 5-7, 5-7       |
| 5.               | 1978-08-20 | WTA Toronto         | hardcourt  | Regina Maršíková   | 5-7, 7-6, 2-6  |
| 6.               | 1979-02-25 | WTA Detroit         | tapijt (i) | Wendy Turnbull     | 5-7, 6-1, 6-7  |
| 7.               | 1979-12-16 | WTA Adelaide        | gras       | Hana Mandlíková    | 5-7, 2-2, opg. |
| 8.               | 1980-05-11 | WTA Perugia         | gravel     | Chris Evert        | 7-5, 2-6, 2-6  |
| 9.               | 1980-06-08 | Roland Garros       | gravel     | Chris Evert        | 0-6, 3-6       |
| 10.              | 1980-08-17 | WTA Toronto         | hardcourt  | Chris Evert        | 3-6, 1-6       |
| 11.              | 1980-11-16 | WTA Amsterdam       | tapijt (i) | Hana Mandlíková    | 7-5, 2-6, 5-7  |
| 12.              | 1981-05-10 | WTA Perugia         | gravel     | Chris Evert        | 1-6, 2-6       |
| 13.              | 1981-05-17 | WTA Lugano          | gravel     | Chris Evert        | 1-6, 1-6       |
| 14.              | 1981-08-09 | WTA Indianapolis    | gravel     | Andrea Jaeger      | 1-6, 0-6       |
| 15.              | 1985-04-07 | WTA Seabrook Island | gravel     | Katerina Maleeva   | 3-6, 3-6       |

## Restultaten grandslamtoernooien
| Legenda | Legenda                          |
| ------- | -------------------------------- |
| g.t.    | geen toernooi gehouden           |
| l.c.    | lagere categorie                 |
| –       | niet deelgenomen                 |
| G       | uitgeschakeld in de groepsfase   |
| 1R      | uitgeschakeld in de eerste ronde |
| 2R      | uitgeschakeld in de tweede ronde |
| 3R      | uitgeschakeld in de derde ronde  |
| 4R      | uitgeschakeld in de vierde ronde |
| KF      | uitgeschakeld in de kwartfinale  |
| HF      | uitgeschakeld in de halve finale |
| F       | de finale verloren               |
| W       | het toernooi gewonnen            |
| w-v     | winst/verlies-balans             |

### Enkelspel
| Toernooi        | 1973 | 1974 | 1975 | 1976 | 1977 | 1977 | 1978 | 1979 | 1980 | 1981 | 1982 | 1983 | 1984 | 1985 |    | 1987 |
| --------------- | ---- | ---- | ---- | ---- | ---- | ---- | ---- | ---- | ---- | ---- | ---- | ---- | ---- | ---- | -- | ---- |
| Australian Open | –    | –    | –    | –    | –    | –    | –    | 1R   | KF   | 1R   | –    | –    | –    | –    | –  |      |
| Roland Garros   | 1R   | 2R   | 2R   | HF   | –    | –    | W    | KF   | F    | KF   | KF   | 3R   | 4R   | 1R   | 2R |      |
| Wimbledon       | 2R   | 2R   | 1R   | 1R   | 2R   | 2R   | KF   | 4R   | 2R   | KF   | 4R   | 4R   | 2R   | 2R   | –  |      |
| US Open         | –    | 1R   | 1R   | KF   | 4R   | 4R   | KF   | –    | 4R   | 3R   | 4R   | 1R   | 3R   | 1R   | –  |      |

### Vrouwendubbelspel
| Toernooi        | 1973 | 1974 | 1975 | 1976 | 1977 | 1977 | 1978 | 1979 | 1980 | 1981 | 1982 | 1983 | 1984 | 1985 |    | 1987 |
| --------------- | ---- | ---- | ---- | ---- | ---- | ---- | ---- | ---- | ---- | ---- | ---- | ---- | ---- | ---- | -- | ---- |
| Australian Open | –    | –    | –    | –    | –    | –    | –    | –    | 2R   | –    | –    | –    | –    | –    | –  |      |
| Roland Garros   | 1R   | 2R   | 2R   | KF   | –    | –    | W    | 2R   | KF   | KF   | 2R   | KF   | HF   | 3R   | 1R |      |
| Wimbledon       | 1R   | 1R   | –    | 2R   | 2R   | 2R   | F    | HF   | KF   | 3R   | KF   | 2R   | 1R   | KF   | –  |      |
| US Open         | –    | 2R   | 2R   | HF   | 3R   | 3R   | 2R   | –    | 2R   | KF   | KF   | –    | 1R   | 3R   | –  |      |